# Saint-Trimoël
Saint-Trimoël (bret. Sant-Rivoued) – miejscowość i gmina we Francji, w regionie Bretania, w departamencie Côtes-d’Armor.
Według danych na rok 1990 gminę zamieszkiwało 296 osób, a gęstość zaludnienia wynosiła 35 osób/km² (wśród 1269 gmin Bretanii Saint-Trimoël plasuje się na 945. miejscu pod względem liczby ludności, natomiast pod względem powierzchni na miejscu 887.).